# Piano Solos 2 (for Friends and Loved Ones)
Piano Solos 2 (for Friends and Loved Ones) è il decimo album di Howard Jones, pubblicato dall'etichetta discografica dTox Records, di proprietà di Jones, nel gennaio 2007.
L'album contiene tracce suonate al pianoforte, ed è in vendita esclusivamente via internet sul sito dtox.co.uk
È il seguito di Piano Solos (for Friends and Loved Ones) pubblicato il 28 aprile 2003, e include in DVD bonus.

## Tracce
1. For Mica's 16th Birthday
2. For Jeff
3. St. Michaels Mount
4. Japser 12 Solo
5. For Freddie
6. For Chris @ 50
7. For Nick & Ann's Wedding
8. For Sue
9. Reflection For Midge